# Феодора Солунская
Феодора Солунская (ок. 812, Эгина — 29 августа 892, Салоники) — христианская святая, почитается в лике преподобных. Память в Православной церкви совершается 5 (18) апреля.
Феодора родилась около 812 года в семье христиан на острове Эгина. Согласно житию, она с детства изучала Священное Писание, обладала привлекательной внешностью и многие знатные горожане желали вступить с ней в брак. Когда она достигла семилетнего возраста отец Феодоры «не будучи в состоянии нести ещё и эту тяготу, как отрекшийся от мира и всего в нём, выбрал некоего знатного родом, известного скромностью и прославившегося ораторским искусством, и ему решил обручить отроковицу». В браке у Феодоры родилась дочь.
При нашествии сарацин в 823 году супруги покинули Эгину и переселились в Салоники. Свою дочь Феодора решила посвятить Богу и отдала на воспитание в монастырь, в котором после смерти своего мужа около 837 года приняла монашеский постриг в монастыре святого Стефана. Прославилась аскетической жизнью, житие Феодоры содержит упоминания о её прижизненных чудотворениях.
Скончалась Феодора в 892 году и была погребена в монастыре в котором провела 55 лет. Житие повествует, что когда умерла игуменья обители, то при её погребении Феодора «как живая, подвинулась вместе с гробом своим, как бы уступая место своей начальнице». Гробница Феодоры, согласно её жития, стала источником чудотворений и привлекала множество паломников, мощи почитались как мироточивые. В настоящее время мощи Феодоры Солунской хранятся в серебряной раке в монастыре Салоник, носящем её имя. Похвальное слово в честь Феодоры было написано в XIV веке Николаем Кавасилой.